# Pleurotroppopsis tischeriae
Pleurotroppopsis tischeriae är en stekelart som först beskrevs av Kamijo 1977.  Pleurotroppopsis tischeriae ingår i släktet Pleurotroppopsis och familjen finglanssteklar. Inga underarter finns listade i Catalogue of Life.